# آکادمی دفاع ملی ژاپن
آکادمی دفاع ملی ژاپن (انگلیسی: National Defense Academy of Japan) آکادمی ملی چهار ساله خدمات در سطح دانشگاه است که با هدف آموزش و تربیت دانشجویانی که به عنوان افسر در سه شاخه نیروهای دفاع‌ازخود ژاپن خدمت خواهند کرد، تأسیس شده است. این آکادمی در یوکوسوکا، کاناگاوا واقع شده است.

## تاریخچه
آکادمی دفاع ملی ژاپن در سال ۱۹۵۲ با نام آکادمی ملی ایمنی (保安大学校) افتتاح شد و در سال ۱۹۵۴، زمانی که ارتش نوپای ژاپن از نیروی ایمنی ملی (保安隊) به نیروهای دفاع‌ازخود ژاپن تغییر نام داد، به "آکادمی دفاع ملی" تغییر نام داد. برخلاف دوره قبل از جنگ، زمانی که نیروی دریایی و نیروی زمینی امپراتوری آکادمی‌های جداگانه‌ای داشتند (به ترتیب، آکادمی نیروی دریایی امپراتوری ژاپن و آکادمی ارتش امپراتوری ژاپن)، آکادمی ملی ایمنی (که بعدها آکادمی ملی دفاع شد) به عنوان یک نهاد واحد تأسیس شد تا اثرات تفرقه و رقابت بین سرویس‌ها را کاهش دهد. این آکادمی اولین دانشجوی زن خود را در سال ۱۹۹۲ ثبت نام کرد.